# HD 49147
HD 49147，又名BD-09 1644，SAO 151911、HR 2502，是一颗恒星，视星等为5.66，位于銀經221.42，銀緯-5.64，其B1900.0坐标为赤經6h 41m 55s，赤緯-10° -5.64′ 2″。